# Gibbsovo pravilo faza
Gibbsovo pravilo faza ili fazno pravilo je pravilo kojim se određuje broj termodinamičkih faza jednoga termodinamičkog sustava u ravnoteži. Formulirao ga je američki fizičar J. W. Gibbs. Prema tom pravilu sustav u ravnoteži koji se sastoji od C međusobno neovisnih sastojaka, može imati samo određeni broj faza P: 
P ≤ C + 2,
to jest broj faza može biti najviše za dva veći od broja sastojaka. Broj stupnjeva slobode F, to jest broj promjenjivih ili varijabla (na primjer tlak, volumen, temperatura, koncentracija) koje se mogu neovisno mijenjati, jednak je:
{\displaystyle F=C+2-P.}
Ako se sustav sastoji od samo jednog sastojka, onda prema faznom pravilu mogu postojati najviše tri faze. Za svaku tvar kod određene temperature, tlaka i specifičnog volumena moguće je da su tri faze (čvrsta, tekuća i plinovita) u ravnoteži. To je takozvana trojna točka ili trostruka točka, u kojoj nema nijednoga stupnja slobode (F = 0). U dvofaznom sustavu od jednog sastojka (na primjer tekućina – para) tlak je ovisan o temperaturi, pa se kaže da taj sustav ima jedan stupanj slobode (F = 1). Kod plina (jednofazni sustav) tlak i temperatura međusobno su neovisni, pa taj sustav ima dva stupnja slobode (F = 2). U sustavu od dvaju sastojaka mogu biti najviše četiri faze u termodinamičkoj ravnoteži. Na primjer vodena otopina amonijaka pri određenoj temperaturi, tlaku, specifičnom volumenu i koncentraciji sastojaka (F = 0) ima četiri faze: paru, zasićenu otopinu, led i sol. Ako je broj faza manji za jedan (dva ili tri), onda se jedna (dvije ili tri) od ovih varijabla sustava mogu neovisno mijenjati. 
Fazno pravilo ima izvanrednu važnost u proučavanju složenih sustava, a posebnu praktičnu primjenu u istraživanju legura.